# Anger (Áustria)
Anger é um município da Áustria, situado no distrito de Weiz, no estado da Estíria. Tem 53,84 km² de área e sua população em 2019 foi estimada em 4.048 habitantes.